# VLC media player
VLC media player (oprindeligt VideoLAN Client) er en multimedieafspiller fra VideoLAN-projektet. Den understøtter mange lyd- og videoformater samt DVD, VCDs og forskellige streaming protokoller.
Det er en af de mest platformsuafhængige afspillere, der findes, med versioner til Linux, Android, Microsoft Windows, Mac OS X, BeOS, BSD, Pocket PC og Solaris.
VLC er kendt for sin unikke evne til at afspille videofiler direkte fra komprimerede WinRAR-arkiver. Den er også i stand til at afspille filer, der er ufuldstændige, fx filer, der kun er delvist downloadet.
Afspilleren er gratis og open source (GNU General Public License).